# قلوب في بحر الدموع (فلم)
قلوب في بحر الدموع هو فيلم دراما مصري من إخراج يحيى العلمي وبطولة سهير رمزي، محمود عبد العزيز، صفية العمري، مريم فخر الدين وصلاح السعدني. صدر الفيلم في 6 ديسمبر 1978

## نبذه
يتولد الحب بين سماح التي تعمل بأحد الفنادق من أجل أن تعول أسرتها، وحسام ابن الطبقة التي تعيش في بعض الترف من وجهة نظر أمه التي ترفض هذه الزيجة لفارق المستوى الاجتماعى بينهما.

## طاقم العمل
- سهير رمزي بدور سماح
- محمود عبد العزيز بدور حسام
- صفية العمري بدور ماجدة
- مريم فخر الدين بدور هدية هانم
- صلاح السعدني بدور عادل

## وصلات خارجية
- مقالات تستعمل روابط فنية بلا صلة مع ويكي بيانات